# 2065
- Wikisource

| Calendário gregoriano                                                        | 2065 MMLXV                          |
| Ab urbe condita                                                              | 2818                                |
| Calendário arménio                                                           | 1515 – 1516                         |
| Calendário bahá'í                                                            | 221 – 222                           |
| Calendário budista                                                           | 2609                                |
| Calendário chinês                                                            | 4761 – 4762 Início a 5 de fevereiro |
| Calendário copta                                                             | 1781 – 1782                         |
| Calendário etíope                                                            | 2057 – 2058                         |
| Calendários hindus - Vikram Samvat - Calendário nacional indiano - Cáli Iuga | 2120 – 2121 1986 – 1987 5165 – 5166 |
| Calendário Holoceno                                                          | 12065                               |
| Calendário islâmico                                                          | 1488 – 1489                         |
| Calendário judaico                                                           | 5825 – 5826                         |
| Calendário persa                                                             | 1443 – 1444 Início a 20 de março    |
| Calendário rúnico                                                            | 2315                                |
| Calendário solar tailandês                                                   | 2608                                |

2065 (MMLXV, na numeração romana) será um ano comum do século XXI que começará numa quinta-feira, segundo o calendário gregoriano. A sua letra dominical será D. A terça-feira de Carnaval ocorrerá a 10 de fevereiro e o domingo de Páscoa a 29 de março. Segundo o horóscopo chinês, será o ano do Galo, começando a 5 de fevereiro.

| Evento                                                   | Data            | Hora  |
| -------------------------------------------------------- | --------------- | ----- |
| Aquário                                                  | 19 de janeiro   | 12:49 |
| Peixes                                                   | 18 de fevereiro | 02:47 |
| primavera no hemisfério norte e outono no hemisfério sul |                 |       |
| Carneiro/equinócio                                       | 20 de março     | 01:28 |
| Touro                                                    | 19 de abril     | 12:06 |
| Gémeos                                                   | 20 de maio      | 10:51 |
| verão no hemisfério norte e inverno no hemisfério Sul    |                 |       |
| Caranguejo/solstício                                     | 20 de junho     | 18:32 |
| Leão                                                     | 22 de julho     | 05:24 |
| Virgem                                                   | 22 de agosto    | 12:41 |
| Outono no Hemisfério Norte e Primavera no Hemisfério Sul |                 |       |
| Balança/equinócio                                        | 22 de setembro  | 10:42 |
| Escorpião                                                | 22 de outubro   | 20:29 |
| Sagitário                                                | 21 de novembro  | 18:26 |
| inverno no hemisfério norte e verão no hemisfério sul    |                 |       |
| Capricórnio/solstício                                    | 21 de dezembro  | 08:01 |

| UTC: Portugal Continental, Madeira, Guiné-Bissau e São Tomé e Príncipe Subtrair (-): 1 h nos Açores e Cabo Verde 2 h nas Ilhas oceânicas brasileiras 3 h em Brasília, em Goiás, na Amazônia Oriental Brasileira e no nordeste, sudeste e sul brasileiros 4 h na Amazônia Ocidental Brasileira, Mato Grosso e Mato Grosso do Sul 5 h no Acre e sudoeste do Amazonas Adicionar (+): 1 h em Angola e Guiné Equatorial 2 h em Moçambique 8 h em Macau 9 h em Timor-Leste. |
| Adicionar uma hora durante a vigência do horário de verão: Portugal Continental : De 29 de março a 25 de outubro de 2065 |

| Ano completo                        |
| ----------------------------------- |
| Ano comum com início à quinta-feira |

## Eventos esperados e previstos
- Ano do Galo, segundo o Horóscopo chinês.

Janeiro
- 21 a 22 de janeiro - Eclipse lunar total[1]

Fevereiro
- 5 de fevereiro - Eclipse solar parcial[2]

Julho
- 3 de julho - Eclipse solar parcial[3]
- 17 a 18 de julho - Eclipse lunar total[4]

Agosto
- 2 de agosto - Eclipse solar parcial[5]

Novembro
- 11 de novembro - Trânsito de Mercúrio[6]

Dezembro
- 27 de dezembro - Eclipse solar parcial[7]